# J. T. Walsh
James Thomas Patrick Walsh (San Francisco, 28 de septiembre de 1943-Lemon Grove, California, 27 de febrero de 1998) fue un actor estadounidense. De acuerdo con el productor y crítico de cine Leonard Maltin, fue conocido por interpretar a villanos «calmados y siniestros de cuello blanco» y corbata en numerosas películas, y fue descrito como el «desgraciado favorito de todo el mundo» por la revista Playboy.

## Biografía
Walsh nació en San Francisco, California. Tenía tres hermanos: Christopher, Patricia y Mary. De 1948-62, la familia vivió en Alemania Occidental donde estaba destinado su padre, antes de regresar a los Estados Unidos a la muerte de este. Después de estudiar en Clongowes Wood College (una escuela de jesuitas en Irlanda) de 1955-61, asistió a la Universidad de Tubinga (Walsh hablaba alemán con fluidez), y luego al regreso de la familia a Estados Unidos a la Universidad de Rhode Island, donde protagonizó muchas producciones teatrales universitarias. En 1974, fue descubierto por un director de teatro y comenzó a trabajar en espectáculos fuera de Broadway. Después de la universidad, Walsh trabajó brevemente como voluntario de VISTA en Newport, Rhode Island, organizando inquilinos para las Organizaciones de Inquilinos Unidos de Rhode Island (UTO en inglés) antes de continuar su carrera como actor.
En 1972 se casó con Susan West y tuvieron un hijo, John Alan West, que trabajará en la producción cinematográfica bajo el nombre de John West. Se divorciaron en 1982.

### Carrera
Walsh no apareció en películas hasta 1975, cuando tuvo un papel menor en Eddie Macon's Run. Durante los siguientes quince años, apareció en más de cincuenta largometrajes, encasillándose cada vez más el papel del villano frío y cerebral, maquinador y paciente, por el que fue bien conocido, como el sargento mayor Dickerson en Good Morning, Vietnam. En la televisión, retrató de nuevo a un carácter malvado, el encargado de la prisión Brodeur en los Expedientes-X en 1995 en el episodio «La lista». En el film Executive Decision interpreta a un senador corrupto en medio de un secuestro terrorista.
Walsh quería mostrar su rango como un actor e interpretar a buenos, a pesar de ser tipificado como un villano. Hizo personajes relativamente decentes en Outbreak y Sniper. Interpretó a un miembro de Majestic 12 en la serie de ciencia ficción Dark Skies, de 1996. El thriller de 1997 Breakdown presentó a Walsh como el villano secuestrador-conductor de camiones. Fue su última película protagonizada durante su vida. En su último año de vida, Walsh protagonizó Hidden Agenda, Pleasantville y The Negotiator. Las tres películas fueron dedicadas a su memoria.

### Muerte
Walsh, fumador empedernido, murió de un infarto agudo de miocardio en un hospital en Lemon Grove, California, el 27 de febrero de 1998, a los 54 años, después de sentirse enfermo y colapsar mientras estaba ingresado en el Optimum Health Institute. Jack Nicholson dedicó su Premio de la Academia por Mejor… imposible a la memoria de Walsh. Los dos habían actuado juntos en dos películas, A Few Good Men y Hoffa. Pleasantville fue la última actuación cinematográfica de Walsh y la película fue dedicada a su memoria.

## Filmografía
- La fuga de Eddie Macon (1983)
- Querida Lola (1984)
- Derecho a matar (1985)
- Hard Choices (1985)
- Hannah y sus hermanas (1986)
- Poder (1986)
- Dos estafadores y una mujer (1987)
- Casa de juegos (House of games) (1987)
- Good Morning, Vietnam (1987)
- Las cosas cambian (1988)
- Tequila Sunrise (1988)
- The Big Picture (1989)
- Wired (1989)
- Mi padre (1989)
- A mí que me registren (1990)
- Gente loca (1990)
- The Grifters (1990)
- Testigo accidental (1990)
- Misery (1990)
- La casa Rusia (1990)
- Laberinto de hierro (1991)
- Backdraft (1991)
- True Identity (1991)
- Sin defensa (1991)
- La sombra del asesino (1992)
- A Few Good Men (1992)
- Hoffa (1992)
- The Prom (1992)
- En el corazón de la jungla (1993)
- Loaded Weapon 1 (1993)
- Red Rock West (1993)
- La tienda (1993)
- Gloria de la mañana (1993)
- One Little Indian (1993)
- The Last Seduction (1994)
- Blue Chips (1994)
- El cliente (1994)
- Silent Fall (1994)
- Miracle on 34th Street (1994)
- Outbreak (1995)
- Nunca sientas nada por nadie (1995)
- The Babysitter (1995)
- Black Day Blue Night (1995)
- El misterioso fantasma de un niño muy normalito (1995)
- Nixon (1995)
- Asalto al monasterio (1995)
- Executive Decision (1996)
- La sombra del intruso (1996)
- The Little Death (1996)
- Sling Blade (1996)
- Corrupción policial (1996)
- Breakdown (1997)
- The Negotiator (1998)
- Pleasantville (1998)
- Hidden Agenda (1999)